# Весняний потік
«Весняний потік» — радянський кінофільм 1940 року режисера Володимира Юренєва на педагогічну тему. Вийшов на екрани 10 лютого 1941 року.

## Сюжет
Вихованка дитячого будинку Надя Кулагіна після закінчення інституту приїжджає працювати в школу, де колись навчалася. Після її появи найбезнадійніший учень Дімка Лопатін, якого навіть хотіли вигнати зі школи, виправляється і стає вірним другом нового класного керівника.

## У ролях
- Валентина Сєрова —  Надія Іванівна Кулагіна, вчителька
- Сергій Днєпров —  Захар Захарич, директор школи
- Михайло Астангов —  Валер'ян Петрович Грушин, біолог
- Петро Савін —  Костянтин Сергійович Уманцев, старший піонервожатий
- Борис Свобода —  Трохим Антонович Салтанов, аптекар
- Наталія Садовська —  Люда Салтанова
- Олександр Зражевський —  Єгор Шилов
- Клавдія Кручиніна —  Оленка, дружина Шилова
- Борис Толмазов —  Леонід Шилов, син Шилових
- Володимир Мітін —  Вася Шилов, син Шилових
- Ігор Бут —  Діма Лопатін
- Ірина Федотова —  Варя Одинцова
- Варвара Ремізова —  стара вчителька
- Леонід Алексєєв — епізод (немає в титрах)
- Микола Горлов — гість Шилова (немає в титрах)
- Андрій Тутишкін —  член екзаменаційної комісії

## Знімальна група
- Режисер: Володимир Юрєнєв
- Сценарист: Юрій Сльозкін
- Оператор: Марк Магідсон
- Композитор: Анатолій Лєпін
- Художники: Володимир Каплуновський, Сергій Козловський